# Пода (приток Унжи)
Пода (Пада) — река в России, протекает в Макарьевском районе Костромской области. 
Река вытекает из болота и течёт преимущественно на запад. Устье реки находится в 13 км по левому берегу реки Унжа у северной границы посёлка Первомайка. Других населённых пунктов на реке нет. Длина реки составляет 14 км. 

## Данные водного реестра
По данным государственного водного реестра России относится к Верхневолжскому бассейновому округу, водохозяйственный участок реки — Унжа от истока и до устья, речной подбассейн реки — Бассей притоков Волги ниже Рыбинского водохранилища до впадения Оки. Речной бассейн реки — (Верхняя) Волга до Куйбышевского водохранилища (без бассейна Оки).
По данным геоинформационной системы водохозяйственного районирования территории РФ, подготовленной Федеральным агентством водных ресурсов:
- Код водного объекта в государственном водном реестре — 08010300312110000016720
- Код по гидрологической изученности (ГИ) — 110001672
- Код бассейна — 08.01.03.003
- Номер тома по ГИ — 10
- Выпуск по ГИ — 0

### Притоки (км от устья)
- 0,1 км: ручей Ретивый (пр)